# Пинокио (позоришна представа Слободана Обрадовића)
Пинокио је дјечија позоришна представа аутора Слободана Обрадовића, а за коју је урадила режију Ксенија Крнајски на основу романа из 1883. године под називом "Пинокијеве авантуре", аутора и новинара Карла Колодија која је премијерно изведена 2012. године у септембру мјесецу, тачније 11. септембра, у позоришту Душко радовић из Београда.
Пинокио је прича која прати одрастање и сазревање дрвеног лутка Пинокиа (Јелена Петровић), који уз велико одрицање и љубав мајстора Ђепета успева да се избори са искушењима света који га окружује и одраста у правог дјечака. Доживјела је бројне књижевне, филмске и музичке адаптације. У најпознатије свакако спадају „Златни кључић или Буратинови доживљаји“ (1936. године) Алексеја Николајевича Толстоја и дугометражни цртани филм „Пинокио“ (1940. године) Волта Дизнија.
Данас је Пинокио једна од најзаступљених дјечијих представа данас.
Једна од значајних информација јесте и то да је представа Пинокио у извођењу позоришта Петар Пан из Београда више пута награђивана за коју је текст и режију је радио Миодраг Милованов.

## Улоге
| Глумац                    | Улога   |
| ------------------------- | ------- |
| Јелена Петровић (глумица) | Пинокио |
| Ненад Радовић             | Цврчак  |
| Чарни Ђерић               | Ђепето  |
| Милош Анђелковић          | Лисац   |
| Сандра Родић Јанковић     | Мачка   |
| Алек Родић                | Кочијаш |
| Јована Цветковић          | Вила    |